# Mario Millini
Mario Millini (Roma, 9 de fevereiro de 1677 - Roma, 25 de julho de 1756) foi um cardeal italiano do século XVIII.

## Nascimento
Nasceu em Roma em 9 de fevereiro de 1677. De uma família antiga e nobre. O mais velho dos quatro filhos de Pietro Paolo Millini e Giulia Cevoli. Sobrinho do Cardeal Savo Millini (1681). Tio-avô do cardeal Francesco Bertazzoli (1823). Tio-bisavô do cardeal Chiarissimo Falconieri Mellini (1838). Outros cardeais da família foram Giovanni Battista Mellini (1476); e Giovanni Garzia Millini (1606). Seu sobrenome também está listado como Mellini e como Millinis.

## Educação
Educado sob a direção de seu tio, o cardeal; mais tarde, estudou Direito com os mais ilustres professores da Universidade La Sapienza, em Roma, onde obteve o doutorado em 26 de março de 1722. Era membro da Accademia della Crusca desde 20 de agosto de 1699.

## Juventude
Entrou na prelatura romana em 23 de abril de 1722 como referendário dos Tribunais da Assinatura Apostólica da Justiça e da Graça. Prelado doméstico de Sua Santidade, 27 de março de 1723. Abade commendatario de S. Pietro, Eboli, junho de 1723. Auditor da Sagrada Rota Romana em 28 de abril de 1725; tomou posse em 7 de dezembro de 1725; tornou-se seu reitor em 14 de julho de 1744. Regente da Penitenciária Apostólica em 1º de setembro de 1734. Consultor da Sagrada Congregação do Santo Ofício. Comissário apostólico em Piamonte, 1742. Foi promovido ao cardinalato a pedido da Imperatriz Maria Teresa da Áustria.

## Ordem sagrada
Clérigo romano.

## Cardinalato
Criado cardeal-presbítero no consistório de 10 de abril de 1747; recebeu o chapéu vermelho em 13 de abril de 1747; e o título de S. Prisca, 15 de maio de 1747. Atribuído às Sagradas Congregações dos Ritos, Consulta Sagrada, Bispos e Regulares, e Concílio Tridentino. Optou pelo título de S. Marcello, em 1º de abril de 1748. Ministro da Áustria perante a Santa Sé de 1748 até sua morte. Prefeito da Sagrada Congregação do Conselho Tridentino, 1753 até sua morte.

## Morte
Morreu em Roma em 25 de julho de 1756. Exposto na igreja Servita de S. Marcello, Roma, onde ocorreu o funeral solene, e sepultado na capela de S. Nicola da Tolentino, de sua família, na igreja de S. Maria del Popolo, Roma.